# Lizzy Gardiner
Lizzy Gardiner (Dubbo, 1966) è una costumista australiana, che lavora ad Hollywood sin dall'inizio degli anni novanta.
Nota per la sua originalità, è ricordata anche per il vestito costituito interamente da carte oro della American Express che indossò per ricevere il premio oscar al miglior costumista in occasione della 67ª edizione della cerimonia di premiazione degli Oscar nel 1995 per il suo lavoro in Priscilla, la regina del deserto. Il film più ad alto profilo per cui ha lavorato è stato Mission: Impossible 2 nel 2000.

## Biografia
Nata in una piccola cittadina nell'outback australiano, la Gardiner ha vissuto lì sino a che non è stata inviata al collegio per sei anni. Dopo aver finito gli studi, lasciò l'Australia e si trasferì in Italia, dove studiò moda e design per tre anni presso l'Accademia di Firenze.
Dopo essersi laureata, Lizzy Gardiner ritornò in Australia ed iniziò a lavorare per produzioni cinematografiche e televisive, compresa le soap opera E Street. Mentre è al lavoro per E Street nel 1993, viene avvicinata da Tim Chappel, che la vuole come partner per lavorare sui costumi del film di Stephan Elliott Priscilla, la regina del deserto. Fra i vari bizzarri costumi disegnati per il film, uno dei più ricordati è quello costituito da numerose paia di infradito di colore rosa. Per lavorare ai costumi del film, la Gardiner aveva studiato l'aspetto delle drag queen australiane, ed aveva commentato "Mi piace il fatto che si possano fare molte cose senza spendere tanto."
I suoi costumi vincono il premio oscar ai migliori costumi in occasione della 67ª edizione della cerimonia di premiazione degli Oscar, il premio al miglior costumista ai British Academy of Film and Television Arts (BAFTA) ed al Australian Film Institute Awards. L'annuale guida dei film del 1995, relativa ai film del 1994, dice al riguardo, "I costumi vincitori di un oscar di Lizzy Gardiner e Tim Chappel sono selvaggiamente ispirati, e vanno dal bizzarro al semplicemente indescrivibile."
Ha guadagnato l'attenzione di tutto il mondo durante la cerimonia di premiazione degli Oscar nel 1995, quando ricevette il premio indossando un insolito abito consistente di 254 carte oro scadute della American Express. Il vestito in realtà era stato realizzato proprio per il film Priscilla, la regina del deserto, ma non era stato autorizzato dalla American Express. Tuttavia, dopo che il vestito fu indossato dalla stessa Gardiner, l'American Express ne riconosbbe il suo potenziale promozionale e si occupò di metterlo in mostra in vari uffici in tutti gli Stati Uniti. L'abito è stato successivamente citato come uno dei peggiori della storia degli Oscar.
Fra i film successivi a cui Lizzy Gardiner ha lavorato si possono citare Bound - Torbido inganno (1996), Welcome to Woop Woop (1997), Gone Fishin (1997), Woundings (1998), Theory of the Trojans (1999), The Eye - Lo sguardo (1999), Mission: Impossible 2 (2000), Stealth - Arma suprema (2005), The Great Raid - Un pugno di eroi (2005), Ghost Rider (2007), Rovine (2008). Burning Man (2011) e Le due vie del destino - The Railway Man (2013).
Gardiner ha una propria voce nell'enciclopedia biografia 1001 Australians You Should Know.